# 勒尔莫斯
勒尔莫斯是德国巴伐利亚州的一个市镇。总面积31.75平方公里，总人口6343人，其中男性3174人，女性3169人（2011年12月31日），人口密度200人/平方公里。